# Juri Kravets
Juri Kravets (* 15. Dezember 1957 in Mlinow, Ukrainische SSR; † 25. Dezember 2012 in Nürnberg) war ein ukrainischer Akkordeonist.

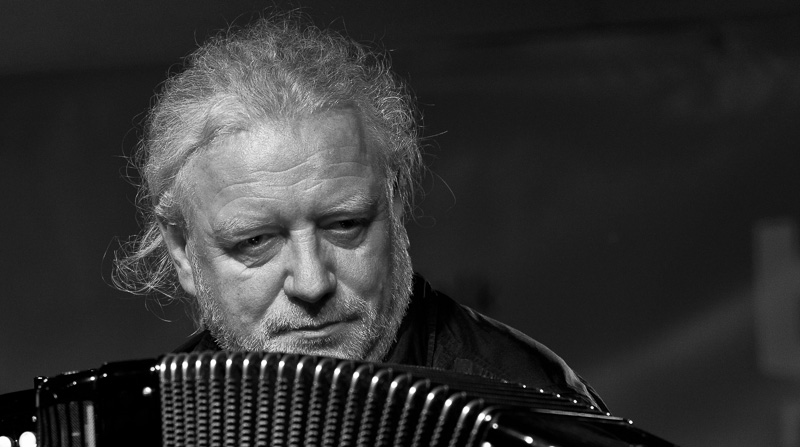
Juri Kravets

Kravets erlernte seit seinem fünften Lebensjahr das Klavier- und Akkordeonspiel und studierte ab 1973 am Konservatorium in Lemberg. Von 1978 bis 1982 war er Musikdirektor des Militärmusikensembles in Lemberg, von 1982 bis 1988 Leiter des philharmonischen Orchesters in Luzk und Tschernigow und 1991–1993 Leiter des Moskauer Rundfunkorchesters. Diese Position musste er aufgeben, nachdem die Ukraine ein selbstständiger Staat geworden war. Da er aber in der Ukraine keine berufliche Perspektive mehr fand, ging er nach Deutschland und war dort zunächst Straßenmusiker.
Auf seinem Instrument, dem Bajan, beherrschte Kravets ein breites Repertoire aus Klassik, moderner Unterhaltungsmusik (Tango, Chanson), russischer Folklore, Klezmer und Jazz.
Kravets arbeitete auch als Komponist und Arrangeur, unter anderem mit Auftragsarbeiten für den Bayerischen Rundfunk.
Juri Kravets war verheiratet mit Hildegund Sünderhauf-Kravets, Professorin für Familienrecht an der Evangelischen Fachhochschule Nürnberg.